# Березівська сільська рада (Шевченківський район)
Березі́вська сільська́ ра́да — адміністративно-територіальна одиниця та орган місцевого самоврядування в Шевченківському районі Харківської області. Адміністративний центр — село Березівка.

## Загальні відомості
Березівська сільська рада утворена в 1919 році.
- Територія ради: 46,1 км²
- Населення ради: 531 особа (станом на 2001 рік)

## Населені пункти
Сільській раді були підпорядковані населені пункти:
- с. Березівка
- с. Баранове

## Склад ради
Рада складалася з 14 депутатів та голови.
- Голова ради: Гарний Олександр Володимирович
- Секретар ради: Масна Любов Володимирівна

### Керівний склад попередніх скликань
| Прізвище, ім'я, по батькові    | Основні відомості                                                 | Дата обрання | Дата звільнення |
| ------------------------------ | ----------------------------------------------------------------- | ------------ | --------------- |
| Чухіль Олександр Омелянович    | Сільський голова, 1956 року народження, безпартійний              | 26.03.2006   | 31.10.2010      |
| Гарний Олександр Володимирович | Сільський голова, 1979 року народження, освіта вища, безпартійний | 31.10.2010   |                 |

Примітка: таблиця складена за даними сайту Верховної Ради України

### Депутати
За результатами місцевих виборів 2010 року депутатами ради стали:

#### За суб'єктами висування
| Суб'єкт висування                                       | Кількість обраних депутатів | %    |
| ------------------------------------------------------- | --------------------------- | ---- |
| Партія регіонів                                         | 11                          | 78,6 |
| Соціалістична партія України                            | 2                           | 14,3 |
| Політична партія Всеукраїнське об'єднання «Батьківщина» | 1                           | 7,1  |

#### За округами
| № округу                                                | Прізвище, ім'я, по батькові     | Дата визнання обраним | Освіта             | Партійна приналежність                        | Відомості про обраного депутата                       |
| ------------------------------------------------------- | ------------------------------- | --------------------- | ------------------ | --------------------------------------------- | ----------------------------------------------------- |
| Партія регіонів                                         |                                 |                       |                    |                                               |                                                       |
| 1                                                       | Шахманова Людмила Володимирівна | 05.11.2010            | середня спеціальна | позапартійна                                  | Березівська сільська рада, головний бухгалтер         |
| 2                                                       | Сінкевич Валентина Миколаївна   | 09.10.2011            | середня            | позапартійна                                  | Березівська сільська рада, касир                      |
| 3                                                       | Перепелиця Галина Олександрівна | 05.11.2010            | середня спеціальна | позапартійна                                  | Березівська сільська бібліотека, завідую-ча           |
| 4                                                       | Смоленська Людмила Миколаївна   | 05.11.2010            | вища               | позапартійна                                  | Березівська загальноосвіт-ня школа, вчитель           |
| 6                                                       | Бардіс Галина Володимирівна     | 05.11.2010            | середня спеціальна | позапартійна                                  | фермерське господарство «Клепки», завідувачка складом |
| 7                                                       | Нарожний Павло Кирилович        | 05.11.2010            | середня спеціальна | позапартійний                                 | тимчасово не працює                                   |
| 9                                                       | Стоцький Вадим Єгорович         | 01.04.2013            | середня спеціальна | член Партії регіонів                          | тимчасово не працює                                   |
| 11                                                      | Красюк Олена Єгорівна           | 05.11.2010            | середня спеціальна | позапартійна                                  | тимчасово не працює                                   |
| 12                                                      | Масна Любов Володимирівна       | 05.11.2010            | середня спеціальна | позапартійна                                  | Березівська сільська рада, секретар                   |
| 13                                                      | Столярчук Сергій Миколайович    | 05.11.2010            | середня спеціальна | позапартійний                                 | фермерське господарство «Колос −2», механіза-тор      |
| 14                                                      | Сергієва Тетяна Едуардівна      | 01.04.2013            | вища               | позапартійна                                  | тимчасово не працює                                   |
| Політична партія Всеукраїнське об'єднання «Батьківщина» |                                 |                       |                    |                                               |                                                       |
| 5                                                       | Повелиця Ірина Вікторівна       | 05.11.2010            | середня            | член Всеукраїнського об'єднання «Батьківщина» | Березівська загальноосвіт-ня школа, кухар             |
| Соціалістична партія України                            |                                 |                       |                    |                                               |                                                       |
| 8                                                       | Бардась Лариса Кирилівна        | 05.11.2010            | середня            | позапартійна                                  | пенсіонер                                             |
| 10                                                      | Гриценко Олександр Леониійович  | 05.11.2010            | середня            | позапартійний                                 | тимчасово не працює                                   |